# 2006년 런던 영화 비평가 협회상
제27회 런던 영화 비평가 협회상은 2007년 2월 8일에 열린 시상식이다.

## 수상 및 후보

### 작품상
- 플라이트 93 - 폴 그린그래스 수상

### 외국어영화상
- 귀향 - 페드로 알모도바르 수상

### 감독상
- 플라이트 93 - 폴 그린그래스 수상

### 작가상
- 더 퀸 - 스티븐 프리어스 수상

### 여우주연상
- 악마는 프라다를 입는다 - 메릴 스트립 수상

### 남우주연상
- 라스트 킹 - 포레스트 휘태커 수상

### 영국감독상
- 더 퀸 - 스티븐 프리어스 수상

### 영국여우주연상
- 더 퀸 - 헬렌 미렌 수상

### 영국남우주연상
- 인퍼머스 - 토비 존스 수상

### 영국작가상
- 베라 드레이크 - 마이크 리 수상

### 영국제작자상
- 플라이트 93 - 폴 그린그래스 외 3명 수상

### 영국기술공헌상
- 조지 왕의 광기 - 켄 애덤 수상

### 영국여우조연상
- 악마는 프라다를 입는다 - 에밀리 브런트 수상

### 영국신인상
- 레드 로드 - 안드리아 아놀드 수상

### 애튼보로우 상
- 더 퀸 - 스티븐 프리어스 수상

### 딜리스 파웰상
- 레슬리 필립스 수상